# 1787 en musique classique
| \| • Retour à la chronologie générale de la musique classique • \| |
| Grèce • Rome • Haut Moyen Âge • VIIIe siècle • IXe siècle • Xe siècle • XIe siècle XIIe siècle • XIIIe siècle • XIVe siècle • XVe siècle • XVIe siècle • XVIIe siècle XVIIIe siècle • XIXe siècle • XXe siècle • XXIe siècle |
| • Retour à la chronologie générale de la musique classique • |

| Années en musique classique : 1784 - 1785 - 1786 - 1787 - 1788 - 1789 - 1790    |
| Décennies en musique classique : 1750 - 1760 - 1770 - 1780 - 1790 - 1800 - 1810 |

## Événements
- 19 janvier : Première audition publique à Prague de la Symphonie no 38 en ré majeur dite « Prague », K. 504 de Mozart.
- 5 février : Création de l'opéra Don Giovanni de Giuseppe Gazzaniga à Venise.
- 23 mars : L'aria Mentre ti lascio, oh figlia est composé par Mozart.
- 26 mars : Création des Sept Dernières Paroles du Christ en croix de Joseph Haydn à Vienne.
- 19 avril : Quintette à cordes no 3 en do majeur K. 515 de Mozart.
- 16 mai : Quintette à cordes no 4 en sol mineur K. 516 de Mozart.
- 8 juin : Création de l'opéra Tarare d'Antonio Salieri et Beaumarchais, à l'Opéra de Paris.
- 14 juin : Ein musikalischer Spaß de Mozart.
- 14 juillet : La Promesse de mariage, opéra-comique de Henri Montan Berton à l'Opéra-Comique de Paris.
- 4 août : Inkle and Yarico,  opéra-comique de Colman, à Haymarket.
- 10 août :  Sérénade no 13 en sol majeur « Une petite musique de nuit », K. 525 de  Mozart.
- 19 juillet : Renaud d’Ast, opéra-comique de Nicolas Dalayrac, au Théâtre-Italien de Paris.
- 15 octobre : Création de Célestine, comédie lyrique en trois actes de Antonio Bartolomeo Bruni à Paris.
- 29 octobre : Création de l'opéra Don Giovanni de Mozart au théâtre des États de Prague.
- Novembre : Mozart succède à Gluck comme compositeur de la cour de Vienne.
- François Devienne: 6 trios pour flûte et basse.
- Joseph Haydn: Les Quatuors prussiens op. 50.

## Naissances

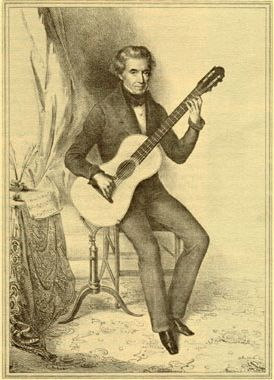
Dionisio Aguado.

- 8 janvier : Johann Ludwig Böhner, pianiste, organiste, chef d'orchestre et compositeur allemand († 28 mars 1860).
- 25 janvier : Alessandro Lanari, impresario d'opéra italien († 7 octobre 1852) .
- 8 avril : Dionisio Aguado, guitariste classique, pédagogue et compositeur espagnol († 29 décembre 1849).
- 14 avril : Charles-François Plantade, compositeur français († 26 mai 1870).
- 7 juillet : César Malan, enseignant, pasteur protestant et compositeur de cantiques († 8 mai 1864).
- 15 août : Alexandre Alexandrovitch Aliabiev, compositeur russe († 6 mars 1851).
- 23 août : Antoinette Lemonnier, artiste lyrique († 4 avril 1867).
- 31 août : Antoine Ponchard, chanteur d'opéra et pédagogue français († 6 juin 1866).
- 5 octobre : Pierre-Gaspard Roll, compositeur et contrebassiste français († 20 février 1851).
- 13 octobre : Henri Valentino, violoniste et chef d'orchestre français († 28 janvier 1865).
- 28 octobre : Guillaume Bouteiller, compositeur français († 11 novembre 1860).
- 5 novembre : Joseph Seipelt, basse, compositeur et chef de chœur autrichien († 21 février 1847).
- 28 novembre : Michele Enrico Carafa, compositeur italien († 26 juillet 1872).
- 3 décembre : Édouard de Lannoy, compositeur flamand († 28 mars 1853).
- 4 décembre : 
  - Johan Fredrik Berwald, compositeur suédois († 26 août 1861).
  - Joseph Guillou, flûtiste et compositeur français († septembre 1853).

Date indéterminée
- Gaetano Nave, compositeur et organiste italien († 1852).

## Décès

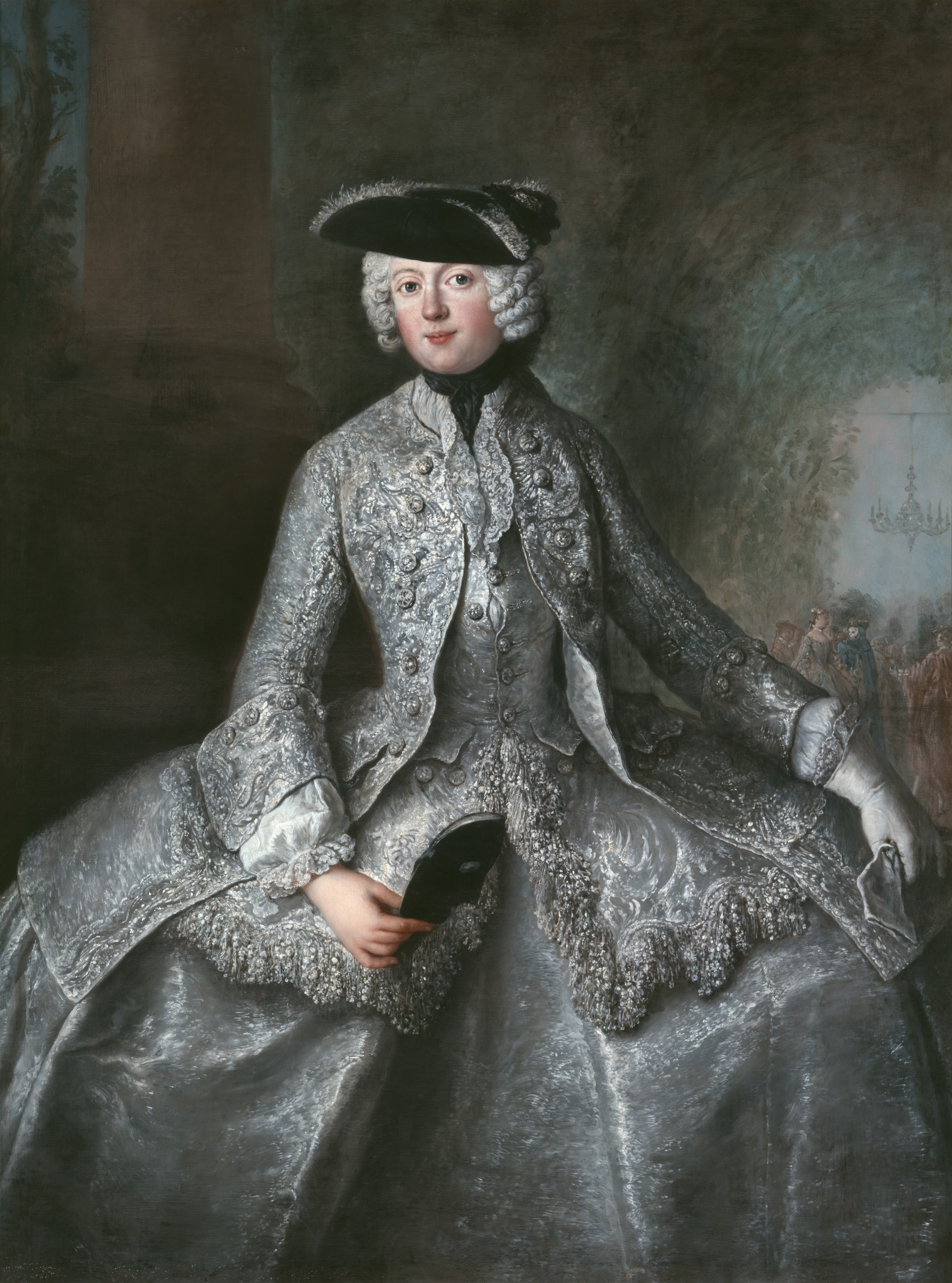
Anne-Amélie de Prusse.

- 30 mars : Anne-Amélie de Prusse, compositrice allemande (° 9 novembre 1723).
- 13 mai : Johann Michael Malzat, compositeur et violoncelliste autrichien (° 21 avril 1749).
- 28 mai : Leopold Mozart, compositeur autrichien (° 14 novembre 1719).
- 13 juin : Josef Bárta, compositeur bohémien (°  1744).
- 20 juin : Karl Friedrich Abel, compositeur allemand (° 22 décembre 1723).
- juin : Ignazio Fiorillo, compositeur italien d'opéras (° 11 mai 1715).
- 5 août : François Francœur, compositeur français (° 21 septembre 1698).
- 25 octobre : Pasquale Cafaro, compositeur italien (° 8 février 1715).
- 15 novembre : Christoph Willibald Gluck, compositeur allemand (° 2 juillet 1714).
- 23 novembre : Anton Schweitzer, compositeur allemand (° 6 juin 1735).

Date indéterminée
- Carlo Graziani, compositeur et violoncelliste italien.
- Matthias Hawdon, organiste et compositeur anglais.
- Simon Simon, compositeur et claveciniste français (° 1735).